# Grand Duo concertant

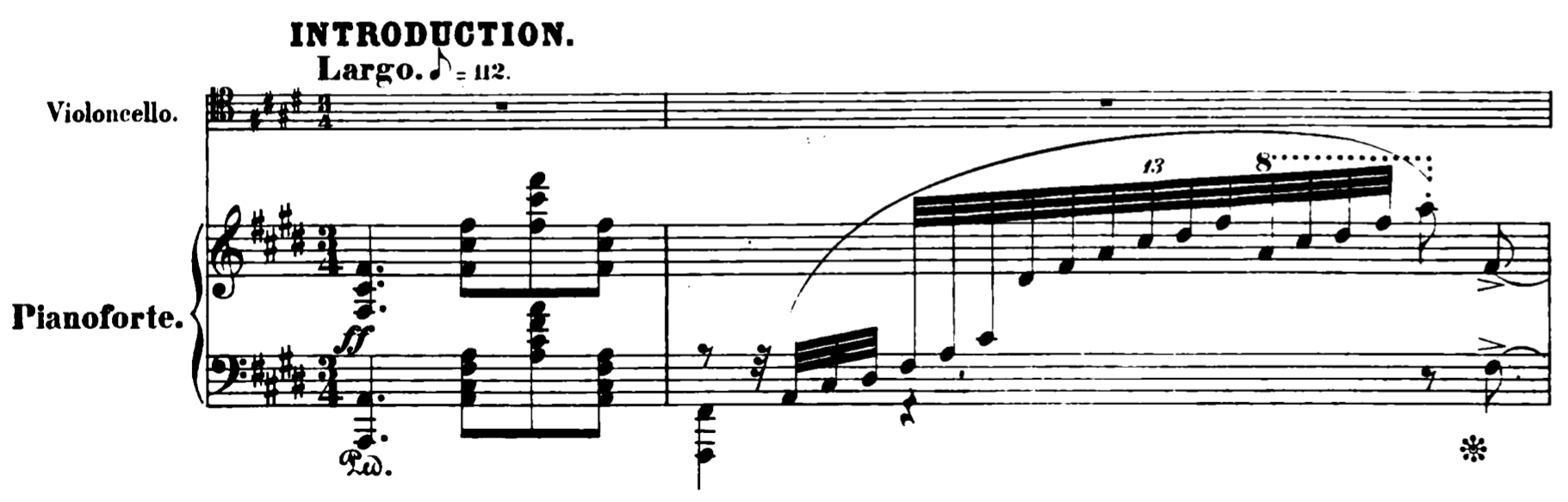
Początek utworu (z serii dzieł wszystkich Chopina; Breitkopf & Härtel, 1880)

Grand Duo concertant E-dur na temat z opery Robert Diabeł Giacomo Meyerbeera – utwór kameralny na fortepian i wiolonczelę skomponowany przez Fryderyka Chopina wspólnie z Augustem Franchommem w latach 1832–1833.
Wydany został bez numeracji opusowej przez Maurice’a Schlesingera w 1833.

## Historia
Krótko po przyjeździe Chopina do Paryża Robert Diabeł Giacomo Meyerbeera stał się popularną operą, o której sam Chopin wypowiadał się pozytywnie. Parafraza na jej temat została zamówiona w grudniu 1831 przez Maurice’a Schlesingera, który podobne propozycje złożył u innych znanych w Paryżu kompozytorów. W tym czasie Chopin postanowił pozostać w Paryżu co najmniej trzy lata, jednocześnie prosząc Ferdinando Paëra o pomoc przy urzędowych formalnościach.
Chopin poznał Augusta Franchomme’a wiosną 1832 zapoznany przez Ferdinanda Hillera  lub na obiedzie u Ferenca Liszta. Latem tego samego roku Chopin przebywał w Turenii u rodziny Franchomme’a, gdzie prawdopodobnie wspólnie pracowali nad Grand Duo concertant. W rękopisie utworu partia fortepianu została spisana przez Chopina, wiolonczeli zaś, przez Franchomme’a . Zdaniem Roberta Schumanna udział Franchomme’a w komponowaniu był niewielki .
Utwór dedykowany został Adèle Forest, 16-letniej uczennicy Chopina i córki wiolonczelisty-amatora, który przyjaźnił się z Franchomme’em .

## Charakterystyka
Grand Duo concertant jest jednym z czterech utworów kameralnych stworzonych przez Chopina, w tym jednym z trzech utworów skomponowanych na fortepian i wiolonczelę. W dorobku kompozytorskim Chopina jest to utwór marginalny .
Utwór rozpisany został w 366 taktach. Stanowi potpourri skomponowane w stylu brillant  odmiany paryskiej. Rozpoczyna się introdukcją, po której następuje fantazja na podstawie trzech tematów z Roberta Diabła: tematu romanzy Alicji z I aktu (w E-dur), tematu pochodzącego z introdukcji do I aktu (Allegretto w A-dur; w oryginale wykonywane przez chór) oraz tematu z finalnego tercetu „O, mon fils, ma tendresse” z V aktu (Andante cantabile w h-moll) . Utwór zakończony jest codą w A-dur.
Według Mieczysława Tomaszewskiego „każdy z tematów wzięty z Meyerbeera zostaje rozwinięty (...) na sposób arcykonwencjonalny, poprzez diminucję, czyli rozdrobnienie i ornamentację lub przez tzw. sekwencyjne powtórzenia. Jeszcze kiedy indziej – przez prowadzenie śpiewu wiolonczeli na tle fortepianowego tremolanda o czysto operowej proweniencji” .
Zdaniem Jamesa Hunekera utwór „jest w stylu salonu roku 1833. Proste i nużące, niewiele przewyższa podobne utwory Beriota czy Osborne’a. Duet ten, pełen giętkiej wytworności i pustych pasaży – jest z pewnością utworem pisanym ad hoc, dla pieniędzy” .

## Wydania
Utwór ukazał się we Francji 6 lipca 1833. Przygotowany dla wydawcy rękopis, liczący 22 strony, przechowywany jest w Bibliotece Narodowej Francji (sygn. MS-10310). Na pierwszej stronie opatrzony jest numerem wydawniczym M.S.1376.
W 1838 w Berlinie nakładem A. M. Schlesingera ukazała się wersja na fortepian na 4 ręce przygotowywana od 1833. Według wydawanego przez Schlesingera tygodnika „Revue et gazette musicale de Paris” (nr 8 z 24 lutego 1839) instrumentacja została dokonana przez samego Chopina. Ta sama gazeta informowała w nr 3 z 19 stycznia 1834 o istnieniu wersji na fortepian i skrzypce, która ukazała się jako czterostronicowa partia skrzypiec dołączona do wydania A. M. Schlesingera, które pojawiło się na przełomie września i października 1833. O takiej wersji wspomina również karta tytułowa brytyjskiego wydania.
W Londynie utwór ukazał się w grudniu 1833 nakładem Wessel & Co. Brytyjski wydawca samowolnie oznaczył utwór jako opus 12.